# صامويل واليس
صامويل واليس (بالإنجليزية: Samuel Wallis)‏ Samuel Wallis مستكشف إنكليزي عاش بين عامي 1728 – 1795 دار حور الأرض واكتشف تاهيتي وجزر والس وفوتونا وتواموتس وجزر المجتمع حيث أرسلته إدارة البحرية البريطانية ليقوم بمسح لجزر المحيط الهادي.